# Tour de Suisse 1996
Die 60. Tour de Suisse fand vom 11. bis 20. Juni 1996 statt. Sie wurde in neun Etappen und einem Prolog über eine Distanz von 1652 Kilometern ausgetragen.
Gesamtsieger wurde Peter Luttenberger. Die Rundfahrt startete in Wil mit einem Prolog über 5,3 Kilometer und endete in Zürich. Insgesamt gingen 151 Fahrer in Wil an den Start. Von ihnen kamen 84 in Zürich ins Ziel.

## Etappen
| Etappe    | Tag      | Start – Ziel             | km         | Etappensieger       | Gesamtwertung      |
| --------- | -------- | ------------------------ | ---------- | ------------------- | ------------------ |
| Prolog    | 11. Juni | Wil – Wil                | 5,3 (EZF)  | Jewgeni Berzin      | Jewgeni Berzin     |
| 1. Etappe | 12. Juni | Wil – Baden              | 191,3      | Michele Bartoli     | Armin Meier        |
| 2. Etappe | 13. Juni | Baden – Biel/Bienne      | 215,4      | Ján Svorada         | Armin Meier        |
| 3. Etappe | 14. Juni | Biel – Bussigny          | 189,9      | Christian Gasperoni | Armin Meier        |
| 4. Etappe | 15. Juni | Crissier – Ulrichen      | 225,7      | Andrej Teterjuk     | Gianni Faresin     |
| 5. Etappe | 16. Juni | Oberwald – Ascona        | 169,2,5    | Gianni Bugno        | Gianni Faresin     |
| 6. Etappe | 17. Juni | Ascona – Grindelwald     | 197,7      | Peter Luttenberger  | Peter Luttenberger |
| 7. Etappe | 18. Juni | Grindelwald – Frauenfeld | 229,4      | Udo Bölts           | Peter Luttenberger |
| 8. Etappe | 19. Juni | Frauenfeld – Frauenfeld  | 34,6 (EZF) | Jewgeni Berzin      | Peter Luttenberger |
| 9. Etappe | 20. Juni | Zürich – Zürich          | 184,5      | Mauro Bettin        | Peter Luttenberger |